# لارگا ویستا، تگزاس
لارگا ویستا (به انگلیسی: Larga Vista) یک منطقهٔ مسکونی در ایالات متحده آمریکا است که در شهرستان وب، تگزاس واقع شده‌است. لارگا ویستا ۲٫۰ کیلومتر مربع مساحت و ۷۴۲ نفر جمعیت دارد و ۱۵۸ متر بالاتر از سطح دریا واقع شده‌است.